# Deal or No Deal
Deal or No Deal is een spelprogramma dat geproduceerd wordt door Endemol. Het wordt uitgezonden in vele landen waaronder het Verenigd Koninkrijk en de Verenigde Staten.

## Format

### Basis
Deal or No Deal is een spelprogramma met kans op een groot geldbedrag. Het spel is een afgeleide van het Nederlandse televisieprogramma Postcodeloterij Miljoenenjacht. Bij Deal or no Deal wordt alleen de laatste ronde van dit spelprogramma gespeeld.

### Doel
Het doel van het spel is om met een zo hoog mogelijk geldbedrag weg te gaan. Aan het begin ervan krijgt de kandidaat een box met een nog onbekend geldbedrag, en het doel is om deze box zo hoog mogelijk te gaan verkopen.
In de eerste ronde krijgen de deelnemers een vraag, de personen die de vraag goed hebben krijgen de kans om het spel te spelen.
Na de vraag volgen er verschillende rondes. In deze rondes dient de kandidaat boxen te openen, hiermee worden er geldbedragen weggespeeld. Na elke ronde komt de bank met een geldbedrag. Aan de kandidaat is dan de keus om stoppen (Deal), en het geldbedrag van de bank mee te nemen of door te spelen (No Deal), bij No Deal speelt de kandidaat door tot het einde van de ronde, daar krijgt hij dan weer de vraag Deal or No Deal?.
Zodra de kandidaat akkoord gaat met het geldbedrag van de bank wordt het spel uitgespeeld om te kijken of de kandidaat er goed aan heeft gedaan om eerder te stoppen of niet.

## Internationaal

### België
In België zond de Nederlandstalige zender VIJFtv vanaf 21 augustus 2006 een eerste seizoen uit van Deal or No Deal onder de titel Te nemen of te laten. In januari 2008 volgde een tweede seizoen in primetime. Beide seizoenen werden gepresenteerd door Dré Steemans. Hoewel het programma hoge kijkcijfers behaalde (naar de normen van de zender), kwam er geen derde seizoen. Een officieuze reden hiervoor was het overlijden van Steemans, waarmee het gezicht van het programma verdween.

### Nederland
In Nederland werd vanaf 27 augustus 2006 Deal or No Deal uitgezonden door de televisiezender Tien en gepresenteerd door Beau van Erven Dorens. Vanaf het najaar van 2007 werd Deal or No Deal op RTL 5 uitgezonden. Op 8 juni 2009 werd bekend dat er geen nieuwe afleveringen meer komen. Het programma keerde echter terug op 4 oktober 2021. Het wordt opnieuw uitgezonden op RTL 5. Het wordt dit keer gepresenteerd door Buddy Vedder.

### Overige landen
| Land                | Naam                                         | Presentator                                               | Zender                                         | Taal               | Start    | Website         |
| ------------------- | -------------------------------------------- | --------------------------------------------------------- | ---------------------------------------------- | ------------------ | -------- | --------------- |
| Argentinië          | Trato Hecho                                  | Julian Weich                                              | Telefé                                         | Spaans             | 2004     |                 |
| Australië           | Deal or No Deal (Australië)                  | Andrew O'Keefe                                            | Channel Seven                                  | Engels             | 2003     | Link[dode link] |
| België              | Miljoenenjacht                               | Walter Grootaers                                          | VTM                                            | Nederlands         | 2004     | Link            |
| België              | Te nemen of te laten                         | Dré Steemans                                              | VIJFtv                                         | Nederlands         | 2006     | -               |
| Brazilië            | Topa ou Não Topa                             | Silvio Santos                                             | SBT                                            | Portugees          | 2006     | -               |
| Bulgarije           | Сделка или не                                | Rumen Lukanov                                             | Nova Television                                | Bulgaars           | 2005     | Link            |
| Canada              | Deal or No Deal Canada                       | Howie Mandel                                              | Global                                         | Engels             | 2007     |                 |
| Canada              | Le Banquier                                  | Julie Snyder                                              | TVA                                            | Frans              | 2007     | Link            |
| Chili               | Trato Hecho                                  | Don Francisco                                             | Canal 13                                       | Spaans             | 2004     |                 |
| Chili               | ¡Allá Tú!                                    | Julián Elfenbein                                          | Chilevision                                    | Spaans             | 2007     | Link            |
| Denemarken          | Deal No Deal                                 | Casper Christensen                                        | TV 2TV                                         | Deens              | 2006     | Link[dode link] |
| Duitsland           | Deal or No Deal - Die Show der GlücksSpirale | Guido Cantz                                               | Sat.1                                          | Duits              | 2004     | Link            |
| Estland             | Võta või jäta                                | Sepo Seeman                                               | TV3                                            | Estisch            | 2007     | Link            |
| Filipijnen          | Kapamilya, Deal or No Deal                   | Kris Aquino                                               | ABS-CBN                                        | Filipijns Engels   | 2006     | Link            |
| Finland             | Ota tai jätä                                 | Pauli Aalto-Setälä                                        | Nelonen                                        | Fins               | 2007     | -               |
| Frankrijk           | À prendre ou à laisser                       | Arthur (Jacques Essebag)                                  | TF1                                            | Frans              | 2004     | Link            |
| Griekenland         | Deal (Dagelijks)                             | Christos Ferendinos                                       | ANT1                                           | Grieks             | 2006     |                 |
| Griekenland         | Super Deal (wekelijks)                       | Christos Ferendinos                                       | ANT1                                           | Grieks             | 2006     |                 |
| Hongkong            | Deal or No Deal                              | Michael Hui (seizoen 1)                                   | TVB Jade                                       | Kantonees          | 2006     | Link            |
| Hongkong            | Deal or No Deal                              | Alfred Cheung (seizoen 2)                                 | TVB Jade                                       | Kantonees          | 2007     | Link            |
| Hongarije           | Áll az alku                                  | Gábor Gundel Takács                                       | TV2                                            | Hongaars           | 2004     | -               |
| India               | Deal Ya No Deal                              | Rajeev Khandelwal                                         | SET                                            | Engels             | 2005     |                 |
| Indonesië           | Deal Or No Deal Indonesia                    | Tantowi Yahya                                             | RCTI                                           | Indonesisch        | 2007     |                 |
| Israël              | דיל או לא דיל                                | Moran Atias                                               | 10                                             | Hebreeuws          | Onbekend | -               |
| Italië              | Affari Tuoi                                  | Max Giusti                                                | Rai Uno                                        | Italiaans          | 2003     | Link            |
| Japan               | Za diiru/The Deal                            | Shinsuke Shimada                                          | TBS                                            | Japans             | 2006     | Link            |
| Kroatië             | Uzmi ili Ostavi                              | Mirko Fodor                                               | Croatian Radiotelevision                       | Kroatisch          | 2006     |                 |
| Litouwen            | Taip arba Ne                                 | Marijonas Mikutavičius                                    | TV3 Lithuania                                  | Litouws            | 2007     | Link            |
| Marokko             | Tu prendres ou tu ne prendres pas?           | Mohammed El Jabbar                                        | 2M TV                                          | Frans en Arabisch. | 2007     |                 |
| Maleisië            | Deal or No Deal                              | Onbekend                                                  | NTV7                                           | Engels             | 2007     | -               |
| Maleisië            | Deal or No Deal                              | Goh Wee Ping                                              | NTV7                                           | Chinees            | 2007     | -               |
| Mexico              | Vas o No Vas                                 | Héctor Sandarti                                           | Televisa                                       | Spaans             | 2005     | -               |
| Nederland           | Postcodeloterij Miljoenenjacht               | Linda de Mol                                              | TROS, Tien, RTL 4, SBS6                        | Nederlands         | 2001     | -               |
| Nederland           | Postcodeloterij Deal or No Deal              | Beau van Erven Dorens(2006-2009) Buddy Vedder(2021-heden) | Tien (2006-2007) RTL 5 (2007-2009, 2021-heden) | Nederlands         | 2006     | Link            |
| Nieuw-Zeeland       | Deal or No Deal                              | Jeremy Corbett                                            | TV3                                            | Engels             | 2007     |                 |
| Nigeria             | Deal or No Deal Nigeria                      | John Fashanu                                              | M-Net Africa                                   | Engels             | 2007     | Link            |
| Noorwegen           | Deal or No Deal                              | Sturla Berg-Johansen                                      | TV2                                            | Noors              | 2006     |                 |
| Midden-Oosten       | Deal or No Deal                              | Michel Sanan                                              | LBC                                            | Arabisch           | 2005     |                 |
| Polen               | Grasz czy nie grasz                          | Zygmunt Chajzer                                           | Polsat                                         | Pools              | 2005     |                 |
| Roemenië            | Da sau nu                                    | Mihai Dobrovolschi                                        | Prima TV                                       | Roemeens           | Onbekend |                 |
| Rusland             | Сделка                                       | Alexei Veselkin                                           | REN TV                                         | Russisch           | 2006     | Link            |
| Servië              | Uzmi ili ostavi                              | Milorad Mandić Manda                                      | B92                                            | Servisch           | 2007     |                 |
| Singapore           | Deal or No Deal                              | Adrian Pang                                               | Mediacorp TV Channel 5                         | Engels             | 2007     |                 |
| Slovenië            | Vzemi ali pusti                              | Bojan Emeršič                                             | POP TV                                         | Sloveens           | 2005     |                 |
| Slowakije           | Veľký balík                                  | Marcel Forgáč                                             | JOJ                                            | Slowaaks           | 2018     |                 |
| Spanje              | ¡Allá tú!                                    | Jesús Vázquez                                             | Telecinco                                      | Spaans             | 2004     | Link            |
| Thailand            | Deal or No Deal - เอาหรือไม่เอา                | Dom Hetrakul                                              | ThaiTV 3                                       | Thai               | 2004     | -               |
| Tsjechië            | Ber nebo neber                               | Pavel Zuna                                                | TV Prima                                       | Tsjechisch         | 2007     | Link            |
| Tunesië             | Deal or No Deal - Dlilek Mlek                | Sami El Fihri                                             | Tunis 7                                        | Arabisch           | 2004     |                 |
| Turkije             | Var mısın Yok musun                          | Acun Ilıcalı                                              | Show Turk                                      | Turks              | 2005     | Link            |
| Verenigd Koninkrijk | Deal or No Deal                              | Noel Edmonds                                              | Channel 4                                      | Engels             | 2005     | Link            |
| Verenigde Staten    | Deal or No Deal                              | Howie Mandel                                              | NBC                                            | Engels             | 2005     | Link            |
| Verenigde Staten    | Vas o No Vas                                 | Héctor Sandarti                                           | Telemundo                                      | Spaans             | 2006     | Link[dode link] |
| Zimbabwe            | Saka Kana Aa Saka                            | Tande Newton and Isaac Smith                              | TVZim01 ZBC TeleZim                            | Engels             | 2007     | -               |
| Zuid-Afrika         | Deal or No Deal                              | Ed Jordan                                                 | M-Net                                          | Engels             | 2007     | Link            |
| Zuid-Korea          | Yes or No                                    | Shin Dong-Yeob                                            | tvN                                            | Koreaans           | 2006     | Link            |
| Zweden              | Deal or No Deal                              | Martin Timell                                             | TV4                                            | Zweeds             | 2006     | -               |
| Zwitserland         | Deal or No Deal - Das Risiko                 | Roman Kilchsperger                                        | SF 1                                           | Duits              | 2004     | Link            |